# Aedermannsdorf
Aedermannsdorf (in einheimischer Mundart: [ˈæːdmiʃˌdɔː(r)fː]/[ˈæːdərmanːʃˌdɔː(r)fː]) ist eine politische Gemeinde im Bezirk Thal des Kantons Solothurn in der Schweiz.

## Geographie
Aedermannsdorf liegt auf 531 m ü. M., 7 km westlich des Bezirkshauptortes Balsthal (Luftlinie). Das Haufendorf erstreckt sich in einer Mulde des Meisebachs, auf der Sonnenseite am nördlichen Talrand des Balsthalertals, am Fuss der Brunnersberg-Kette im Solothurner Jura.
Die Fläche des 12,9 km² grossen Gemeindegebiets umfasst einen Abschnitt im westlichen Teil des Balsthaler- oder Dünnerntals, eines Längstals im Solothurner Jura. Der zentrale Teil des Gebietes wird vom rund 500 m breiten flachen Talboden der Dünnern eingenommen. Nach Süden reicht der Gemeindebann auf die Antiklinale der Weissensteinkette und umfasst dabei den dicht bewaldeten steilen Nordhang des Rüttelhorns (1193 m ü. M.) zwischen den beiden Erosionstälchen Riedgraben im Westen und Horngraben im Osten, die in die harten Kalkschichten eingeschnitten sind.
Nördlich an die Talebene der Dünnern schliesst die vom Meisebach durchflossene Mulde von Aedermannsdorf an. Weiter im Norden erstreckt sich der Gemeindeboden über den zunächst relativ sanft ansteigenden Hang bis auf die Antiklinale der Brunnersbergkette mit den Höhen von Karlisberg (1171 m ü. M.), Zentner (mit 1238 m ü. M. die höchste Erhebung von Aedermannsdorf) und der felsigen Geissflue (1102 m ü. M.). Ein kleiner Teil im oberen Einzugsgebiet des Guldentals gehört ebenfalls zu Aedermannsdorf. Die nordwestliche Grenze bildet der beim Scheltenpass liegende Matzendörfer Stierenberg (1222 m ü. M.). Mit einem schmalen Zipfel im äussersten Westen reicht die Gemeindefläche in das stark gekammerte Gebiet bei den Höfen von Solterschwang im Quellbereich der Gabiare (Zufluss des Scheltenbachs). Von der Gemeindefläche entfielen 1997 3 % auf Siedlungen, 47 % auf Wald und Gehölze und 50 % auf Landwirtschaft.
Zu Aedermannsdorf gehören zahlreiche Einzelhöfe, die weit verstreut im Balsthalertal und auf den Höhen der Brunnersbergkette liegen. Nachbargemeinden von Aedermannsdorf sind Beinwil, Mümliswil-Ramiswil, Matzendorf und Herbetswil im Kanton Solothurn sowie Rumisberg, Seehof und Schelten im Kanton Bern. Nordwestlich findet sich ein Dreikantonseck zu den Kantonen Bern und Jura ().

## Bevölkerung
Mit 599 Einwohnern (Stand 31. Dezember 2023) gehört Aedermannsdorf zu den kleineren Gemeinden des Kantons Solothurn. Aedermannsdorf zählte 1850 486 Einwohner, 1900 waren es 476. Im Verlauf des 20. Jahrhunderts pendelte die Bevölkerungszahl im Bereich zwischen 450 und 550 Einwohnern. Seit 1980 (461 Einwohner) wurde insgesamt wieder ein Bevölkerungswachstum verzeichnet.

## Wirtschaft
Aedermannsdorf war bis in die zweite Hälfte des 20. Jahrhunderts ein vorwiegend durch die Landwirtschaft geprägtes Dorf. Im Lauf des 16. Jahrhunderts wurden die Höhen der Brunnersbergkette gerodet, ausgedehnte Sömmerungsweiden für das Vieh geschaffen und mehrere Sennhöfe erbaut. Schon seit dem Mittelalter gab es bei Aedermannsdorf Eisenschmelzen. Im 18. Jahrhundert war die Weberei weit verbreitet und ab 1840 wurde die Posamenterei in Heimarbeit verrichtet, oft als zusätzlichen Erwerb neben der Landwirtschaft.
Noch heute haben der Ackerbau in den tieferen Lagen sowie die Milchwirtschaft und die Viehzucht in den oberen Gemeindeteilen einen wichtigen Stellenwert in der Erwerbsstruktur der Bevölkerung. Weitere Arbeitsplätze sind im lokalen Kleingewerbe und im Dienstleistungssektor vorhanden. In Aedermannsdorf sind Betriebe des Holzbaus und der Holzverarbeitung, des Baugewerbes und des Landmaschinenbaus sowie eine Steingut- und Porzellanfabrik (1961 aus der ehemaligen Fayencefabrik hervorgegangen) vertreten. In den letzten Jahrzehnten hat sich das Dorf auch zu einer Wohngemeinde entwickelt. Viele Erwerbstätige sind deshalb Wegpendler, die hauptsächlich in Balsthal sowie im Raum Olten-Solothurn arbeiten.

## Verkehr
Die Gemeinde ist verkehrsmässig recht gut erschlossen. Sie liegt rund 1 Kilometer neben der Hauptstrasse von Oensingen nach Moutier. Durch einen Postautokurs, der die Strecke von Balsthal nach Gänsbrunnen bedient, ist Aedermannsdorf an das Netz des öffentlichen Verkehrs angeschlossen.

## Geschichte

Historisches Luftbild von Werner Friedli von 1955

Die erste urkundliche Erwähnung des Ortes erfolgte 1308 als Odermarstorf; später erscheint der Name in den Varianten Edermansdorf (1318), Edelmanstorff (1406), Edermarstorf (1494). Der Ortsname geht zurück auf eine Zusammensetzung aus dem althochdeutschen Personennamen *Adermar beziehungsweise Odermar und dem in alamannischen Siedlungsnamen verbreiteten Grundwort dorf‚ Weiler, Hof, Dorf, Gut, Stadtviertel‘.
Im Mittelalter gehörte Aedermannsdorf zur Herrschaft Neu-Falkenstein. Im Jahr 1420 kam der Ort durch Kauf unter die Herrschaft von Solothurn und wurde der Landvogtei Falkenstein zugeordnet. Schon seit dem 15. Jahrhundert gab es verschiedene Eisenschmelzen auf dem Gebiet des Dorfes. 1779 wurde die Hammerschmiede an der Dünnern gegründet, in der Waffen, Pfannen und Werkzeug geschmiedet wurden.
Nach dem Zusammenbruch des Ancien Régime (1798) wurde Aedermannsdorf dem Bezirk Balsthal-Thal zugeteilt. Ebenfalls im Jahr 1798 gründete Ludwig von Roll eine Fayencefabrik, die Steingut- und Fayencegeschirr von hoher Qualität herstellte. Im 19. Jahrhundert, insbesondere von 1850 bis etwa 1870, war das Tal von schwerer Armut und Hungersnöten betroffen, so dass viele Bewohner auswandern mussten. Die Hammerschmiede wurde 1841 aufgegeben, und die Gebäude beherbergten danach eine Gerberei, eine Spinnerei und eine Uhrenschalenfabrik, die jedoch heute nicht mehr existieren.

## Sehenswürdigkeiten
Mit dem Bau der Pfarrkirche St. Joseph wurde Aedermannsdorf 1967 eine selbständige Pfarrei; vorher gehörte es zur Kirchgemeinde Matzendorf. Das älteste Bauernhaus des Dorfes ist das Gallihaus, das im Kern von 1510 stammt; die Josephskapelle wurde 1691 errichtet. Im Horngraben steht die Sankt Antoniuskapelle in der Nähe einer Einsiedelei, die um 1450 gegründet wurde.

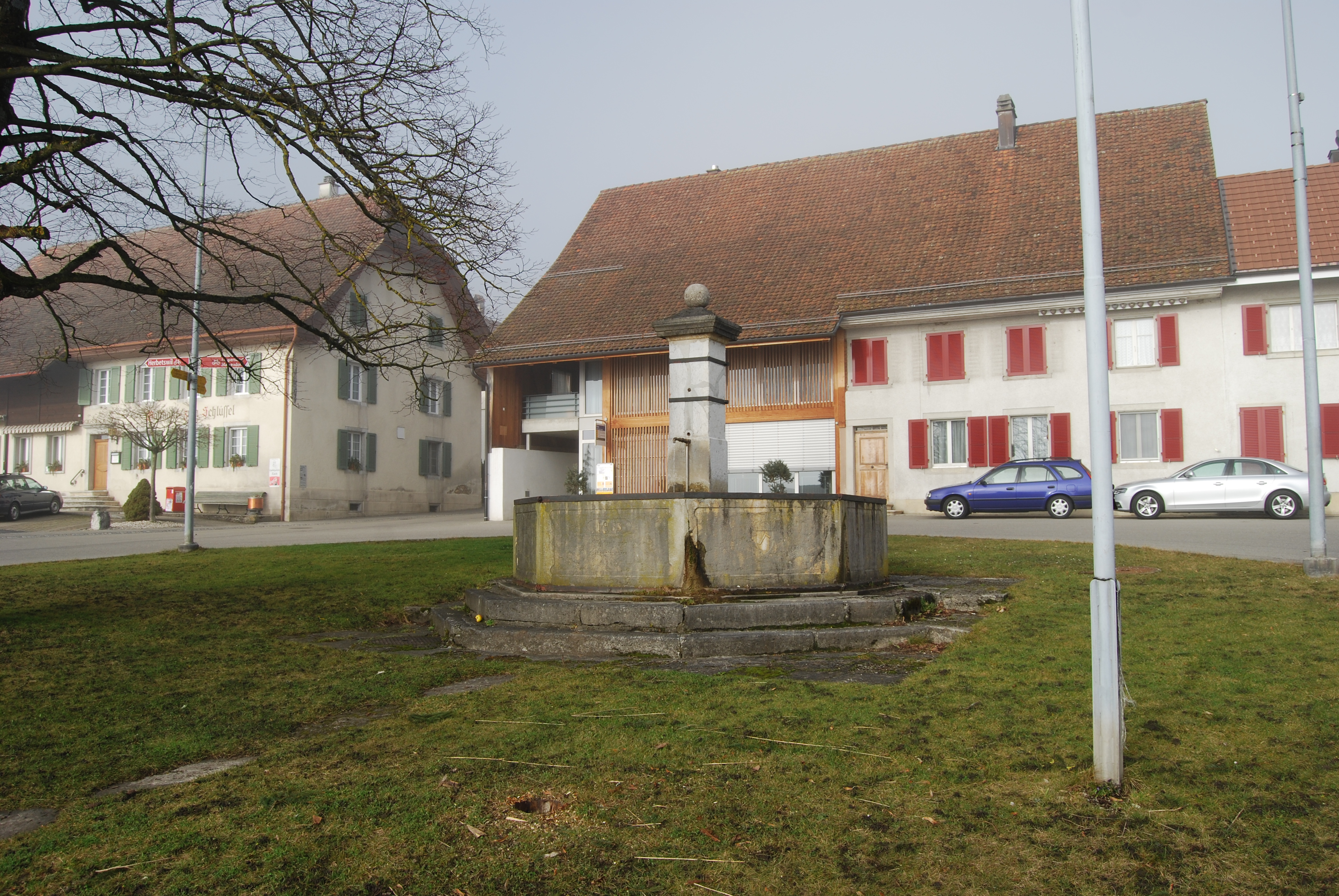
Dorfkern mit Dorfbrunnen
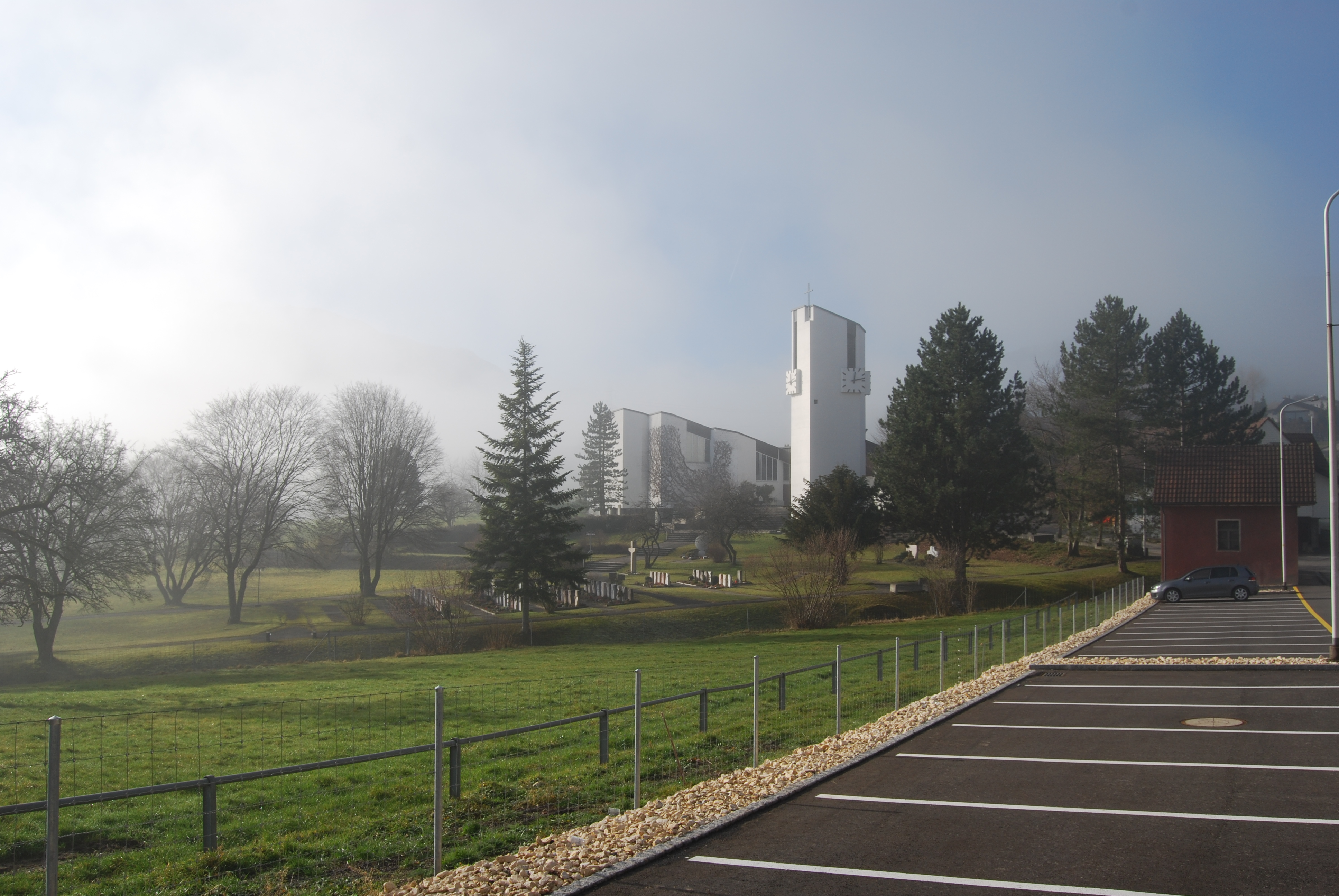
Katholische Kirche St. Joseph
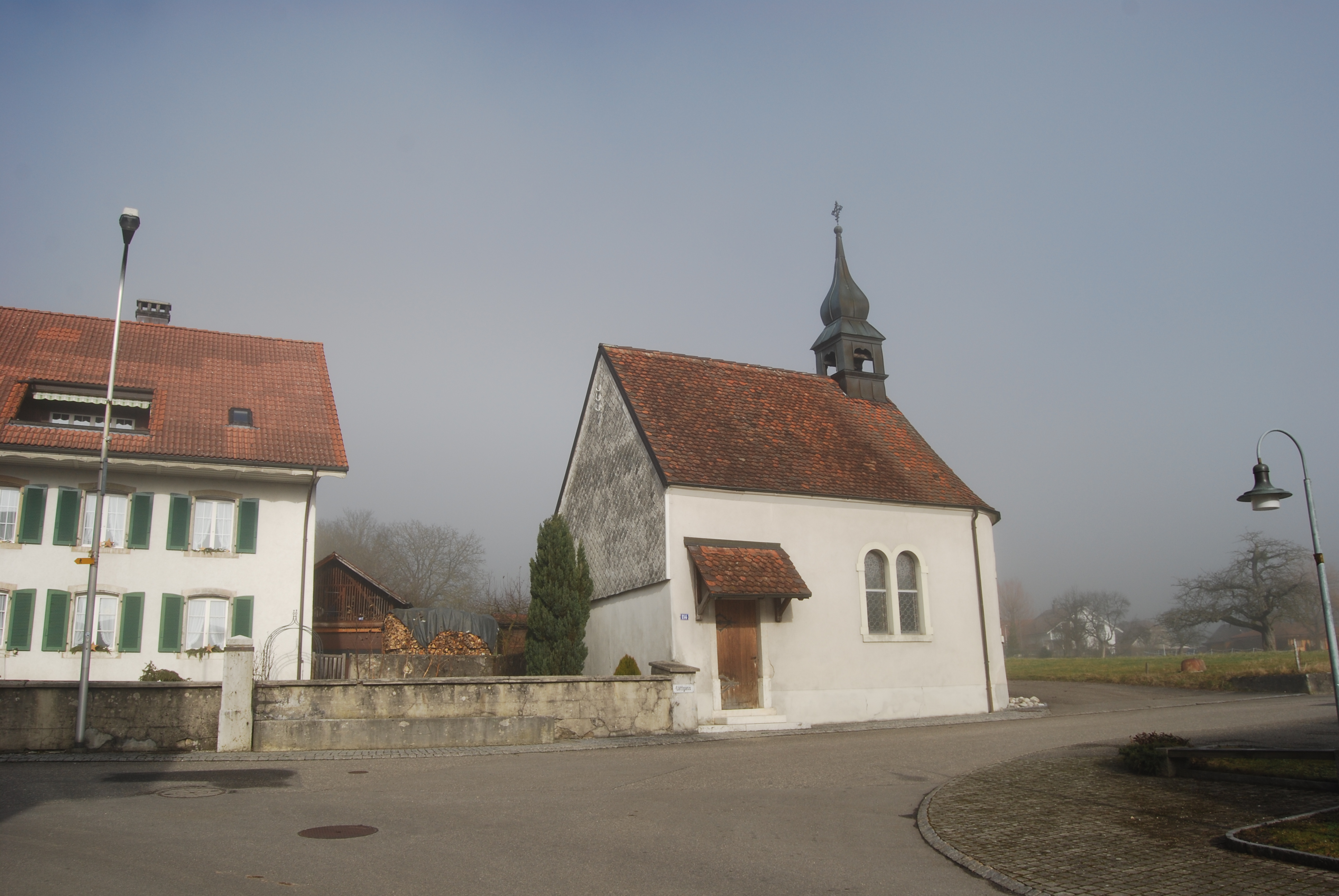
St. Josephskapelle
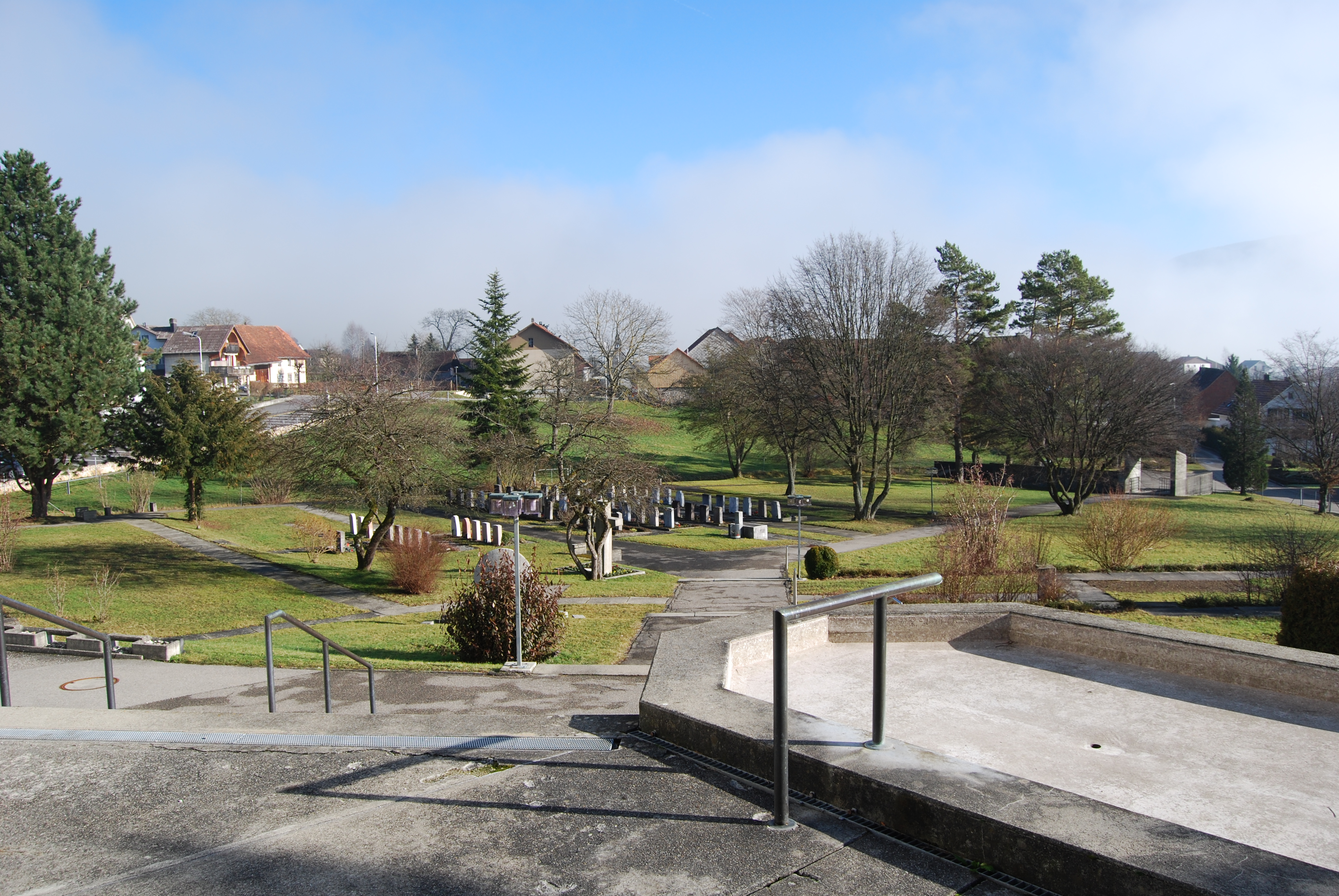
Friedhof
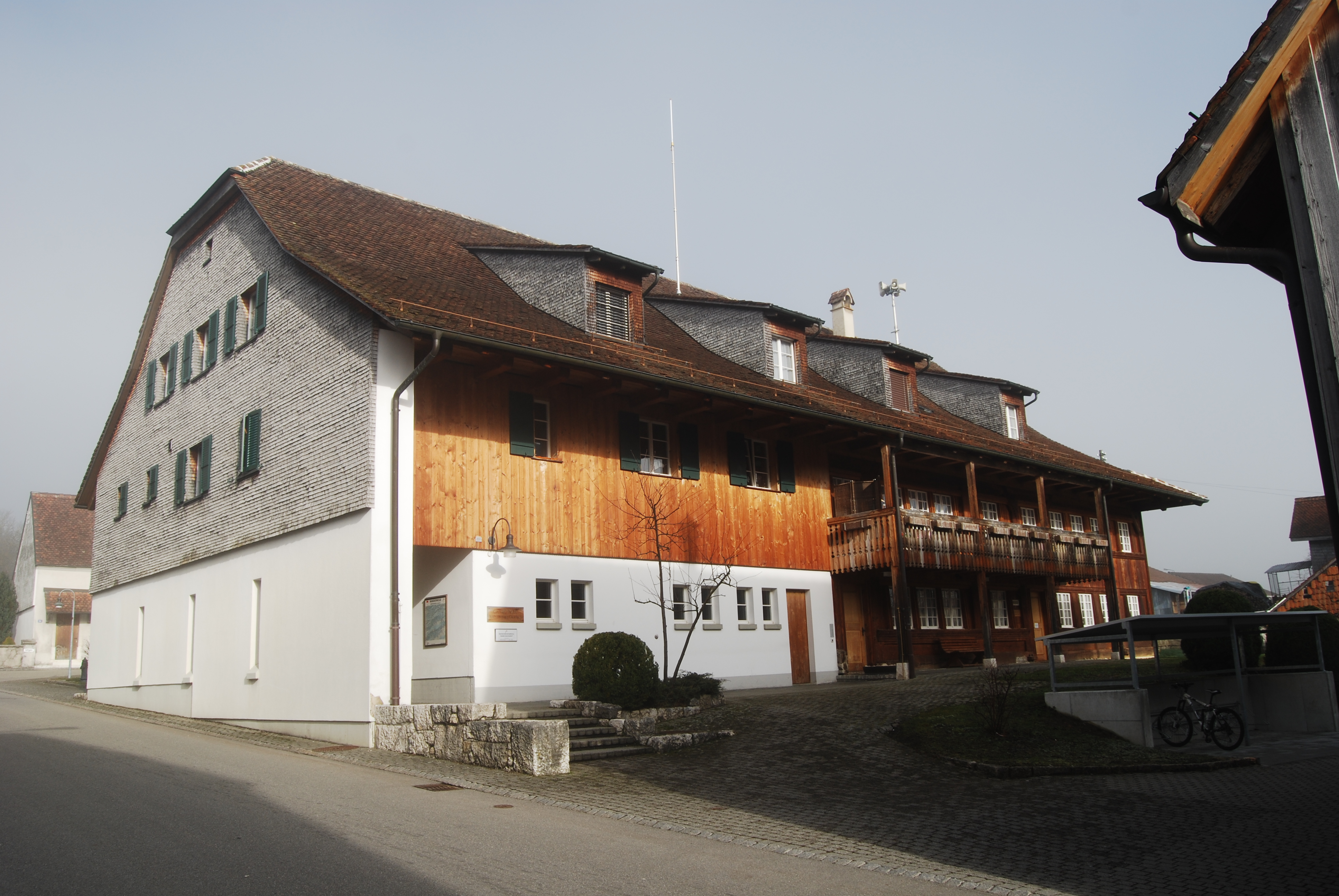
Gemeindehaus
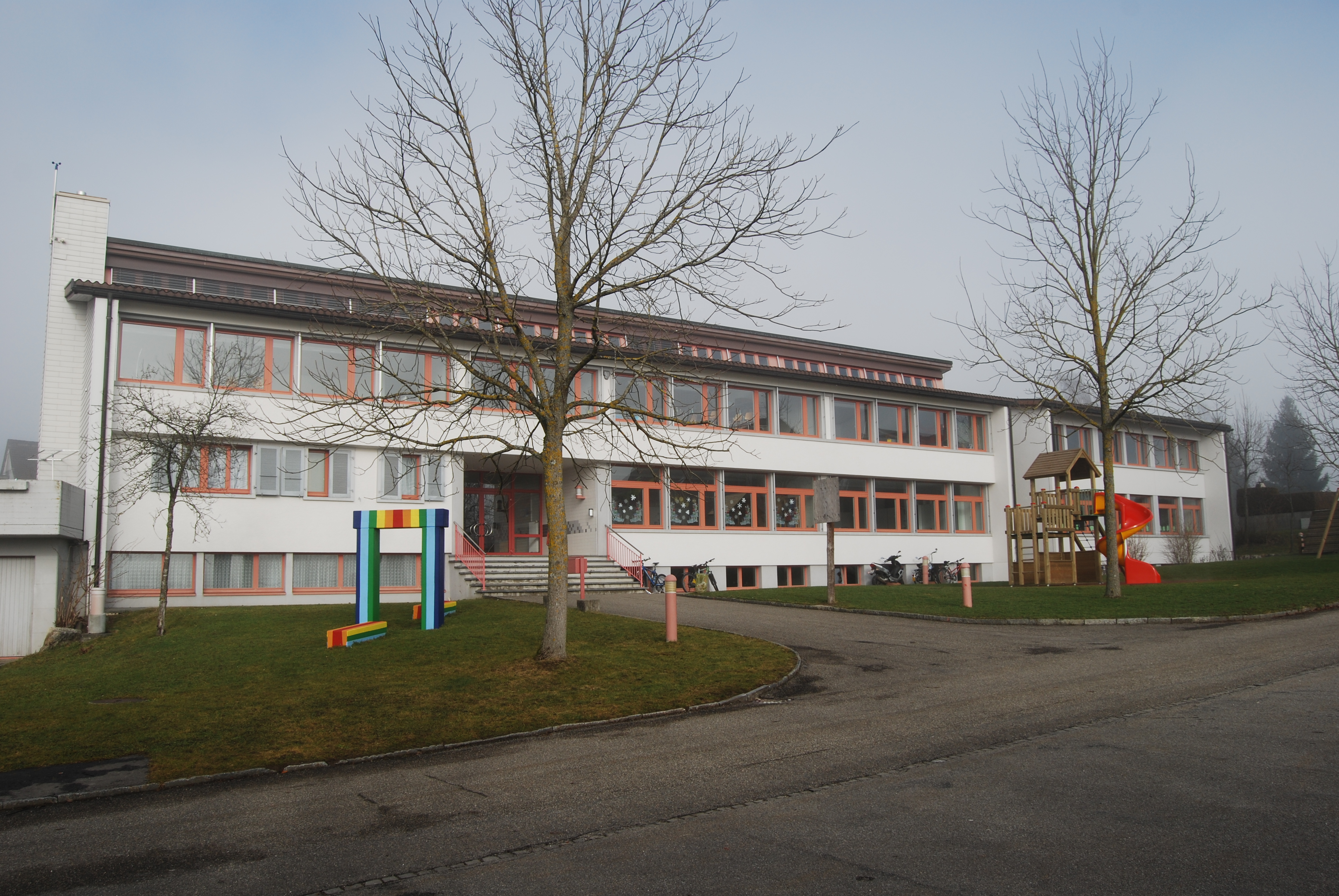
Schulhaus

## Wappen
Blasonierung
 In Weiss ein rotes schräglinkes Winkelmass